# BLUE FOR JAPAN
BLUE FOR JAPAN（ブルーフォージャパン）は、東日本大震災にて被害を受けた児童養護施設を中心に、東北地方の児童養護施設で生活をする子どもたちの支援を目的とした特定非営利活動法人。
2011年設立。旧「BLUE FOR TOHOKU」。
2017年、現在の名称に変更。現在は東北地方だけでなく日本国内に活動を拡げ、すべての児童養護施設で生活する子どもたちへの支援を目的としている。
特に児童養護施設退所後の自立支援に主眼をおき、就学就労支援を中心に活動している。また、活動資金の寄付やボランティアとしての参加を広く社会より募ることにより、児童養護施設の実態をより多くの人々に知ってもらい、虐待等の子どもの問題がより少ない社会の実現を目指している。